# 瓦乌纳穆斯
瓦乌纳穆斯（阿拉伯语：‎，Waw an Namus），意为蚊子的绿洲，)是位于利比亚费赞地区的一块火山区域，包括火山锥、破火山口及周边地带，地处撒哈拉沙漠的地理中心附近。 

## 特征
瓦乌纳穆斯火山口内有一绿洲，火山得名于此。其内有三个盐湖，水体颜色各异，周围有丰富的植被。T暗黑色玄武岩从火山口像周围延伸延伸10-20公里，令其很容易在卫星图片中找到。
瓦乌纳穆斯是一个愈来愈活跃的旅游景点。

## 参考资料

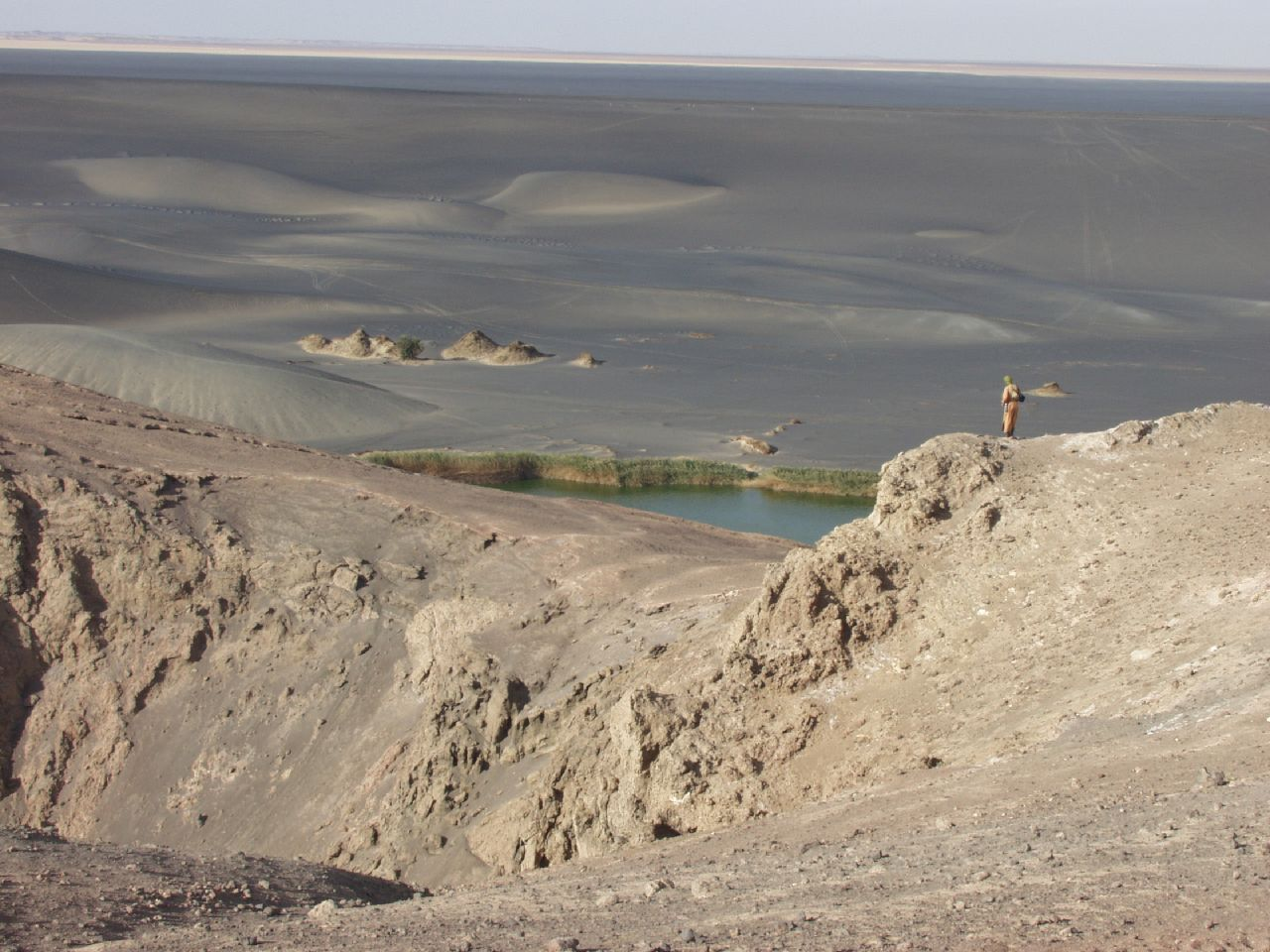
从瓦乌纳穆斯山顶看火山口，可见其中一个盐湖

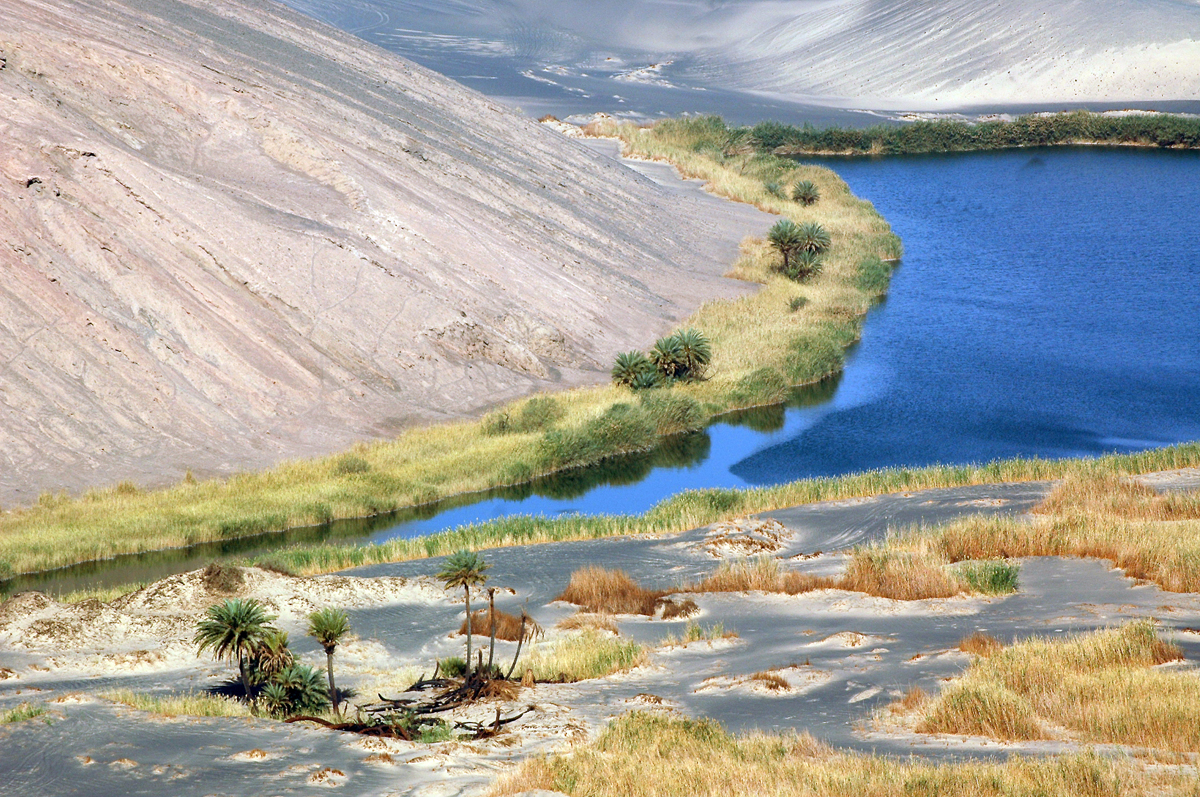